# Parfen Laszig
Parfen Dieter Erich Laszig (* 1963 in Karlsruhe) ist ein deutscher Diplompsychologe, Psychologischer Psychotherapeut, Psychoanalytiker,  Lehrtherapeut, Supervisor, Lehranalytiker und Autor.

## Werdegang
Von 1993 bis 2004 war Laszig als wissenschaftlicher Mitarbeiter an der Psychosomatischen Klinik des Universitätsklinikums Heidelberg tätig. 2001 wurde er an der Medizinischen Fakultät der Universität Heidelberg zum Dr. scientiarum humanarum promoviert. Seit 2005 ist er in eigener Praxis niedergelassen. Seit 2005 ist Laszig Redaktionsmitglied der Zeitschriften Psychotherapeut und Psychoanalyse im Widerspruch, seit 2006 ist er der leitende Redakteur der Zeitschrift Psychoanalyse im Widerspruch.
2013 wurde er zum Lehr- und Kontrollanalytiker nach den Richtlinien der DGPT ernannt. Die Kassenärztliche Bundesvereinigung (KBV) ernannte ihn 2014 zum Gutachter für den Bereich der tiefenpsychologisch fundierten und analytischen Psychotherapie.

## Werke
- P. Laszig, K. Rieg: Internet-Guide Psychologie, Psychotherapie und Psychoanalyse. Stuttgart: Wissenschaftliche Verlagsgesellschaft, Grundwerk 2001, Ergänzungslieferung 2003.
- G. Seidler, P. Laszig, R. Micka, B. Nolting (Hrsg.): Aktuelle Entwicklungen in der Psychotraumatologie: Theorie – Krankheitsbilder – Therapie. Gießen: Psychosozial-Verlag 2003, 2. Aufl. 2006.
- P. Laszig, G. Schneider (Hrsg.): Film und Psychoanalyse. Kinofilme als kulturelle Symptome. Gießen: Psychosozial-Verlag 2008.
- P. Laszig (Hrsg.): Blade Runner, Matrix und Avatare. Psychoanalytische Betrachtungen virtueller Wesen und Welten im Film. Heidelberg: Springer 2013.
- P. Laszig, L. Gramatikov (Hrsg.): Lust & Laster – Was uns Filme über das sexuelle Begehren sagen. Heidelberg: Springer 2017.

## Mitgliedschaften
- Deutsche Gesellschaft für Psychoanalyse, Psychotherapie, Psychosomatik und Tiefenpsychologie e. V.
- Deutschsprachiges Forum für Psychotherapie e. V.
- Heidelberger Institut für Tiefenpsychologie e. V.
- Institut für Psychoanalyse und Psychotherapie Heidelberg-Mannheim e. V.
- Interessengemeinschaft der Psychoanalyse an Universitäten e. V.
- Landespsychotherapeutenkammer Baden-Württemberg
- Verband der Vertragspsychotherapeuten Nordbaden